# Epamera mildbraedi
Epamera mildbraedi är en fjärilsart som beskrevs av Schultze 1902. Epamera mildbraedi ingår i släktet Epamera och familjen juvelvingar. Inga underarter finns listade i Catalogue of Life.